# 절대적 제약공식
시네 콰 논(라틴어: sine qua non) 또는 콘디티오 시네 콰 논(라틴어: conditio sine qua non)은 형법학 인과관계론의 조건설을 말한다. 절대적 제약공식(絶對的 制約公式)이라고 번역한다.

## 설명
조건설은 일정한 선행사실이 없었다면 결과도 발생하지 않았을 것이라는 논리적 조건관계만 있으면 인과관계를 인정한다.
시네 콰 논은 6세기 고대 로마 대통령을 지낸 보이티우스(480년-524년)의 철학책에서 처음 나온다. 로마 최후의 철학자인 보이티우스의 명저는 철학의 위안이다. 당시에 로마 대통령은 집정관(consul)이라고 불렀다. 두 아들도 집정관이 되었다.
현대 독일 형법학에서 조건설은 19세기말 글라저(Glaser)가 최초로 주장했다.
법학에서 원인과 결과와의 관계는 인과관계와 상관관계의 두가지 유형이 있다. 인과관계는 시네 콰 논으로 확정한다. 상관관계(근인, Proximate cause)는 시네 콰 논보다는 완화된 관계이다.
한국 형법학에서는 시네 콰 논을 조건설이라고 부른다. 인과관계 이론이 발전하여, 가장 최근인 1930년 리하르트 호니히(Richard Honig)에 의해 객관적 귀속이론(Objektive Zurechnung)이 제시되었다. 인과관계에 관한 학설로서 조건설(등가설), 상당인과관계설, 합법칙적조건설이 과거 확립된 학설임에 반해, 객관적귀속이론은 최근 학계에서 유행하고 있는 이론이며 합법칙적 조건설과 결합한 객관적 귀속이론이 다수설의 지위를 보이고 있다. 지난 30년 동안 독일에서 형법 도그마틱의 주제 중 객관적 귀속보다 많이 다루어진 주제는 거의 없다.

## But-for 테스트
시네 콰 논(sine qua non)은 공식적인 라틴어 법률 용어이며, 미국에서는 보통 "But-for 테스트"라고 부른다. 그밖에 cause-in-fact(인과관계), conditio sine qua non이라고도 부른다.
테스트의 질문은 간단하다. "but for the existence of X, would Y have occurred?" X라는 원인이 없었어도, Y라는 결과가 발생했을까? but for란 "없었어도"라는 뜻이다.

## 비판
조건설은 논리상 순환논법에 빠져 있으며, 인과관계의 범위가 지나치게 확대되어 웬만하면 죄다 유죄가 된다는 비판을 받는다. 그래서 현재 한국 형법에서는 합법칙적 조건설과 객관적 귀속설을 결합한 것이 다수설이다.
합법칙적 조건설이란 조건설에 부합하는 경우에도, 합법칙적인 경우에만 제한해서 인과관계를 인정하자는 이론이다. 객관적 귀속이론은 합법칙적 조건설로 인과관계가 인정되는 경우에도, 객관적 귀속설로 한 번 걸러 더욱 엄격하게 제한해서 유죄로 인정하자는 이론이다.
그러나 다수설인 합법칙적 조건설은 합법칙이란 게 도대체 뭔지 모르겠다는 비판과, 설명만 복잡할 뿐 조건설과 결과가 똑같다는 비판을 받고 있다.
조건설은 그밖에도 이중적 인과관계, 추월적 인과관계, 경합적 인과관계를 부정한다는 비판과, 부작위범의 인과관계를 설명할 수 없다는 비판을 받는다.
그러나 미국, 캐나다 등에서는 여전히 "but for test"가 민사소송, 형사소송에서 매우 중요하다.

## 같이 보기
- 씨네쿼넌 와인 - 미국 씨네쿼넌(Sine Qua Non)은 만프레드 크랑클이 만든 와이너리다. 이건희 회장의 칠순 와인으로 사용됐다. 시네 쿼 논(Sine Qua Non)은 라틴어로 '꼭 필요한 것'이라는 뜻이다. 캘리포니아에서도 컬트와인만 고집하는 와이너리로 정평이 나있다. 가격은 60만원대.
- 근인
- 객관적 귀속이론
- 인과관계 (법학)